# Ponikvica
Ponikvica (en serbe cyrillique: Пониквица) est un village de l'ouest du Monténégro, dans la municipalité de Nikšić.

## Démographie

### Évolution historique de la population[1]
| 1948 | 1953 | 1961 | 1971 | 1981 | 1991 | 2003 |
| ---- | ---- | ---- | ---- | ---- | ---- | ---- |
| 208  | 188  | 144  | 128  | 79   | 72   | 29   |